# Paginierstempel

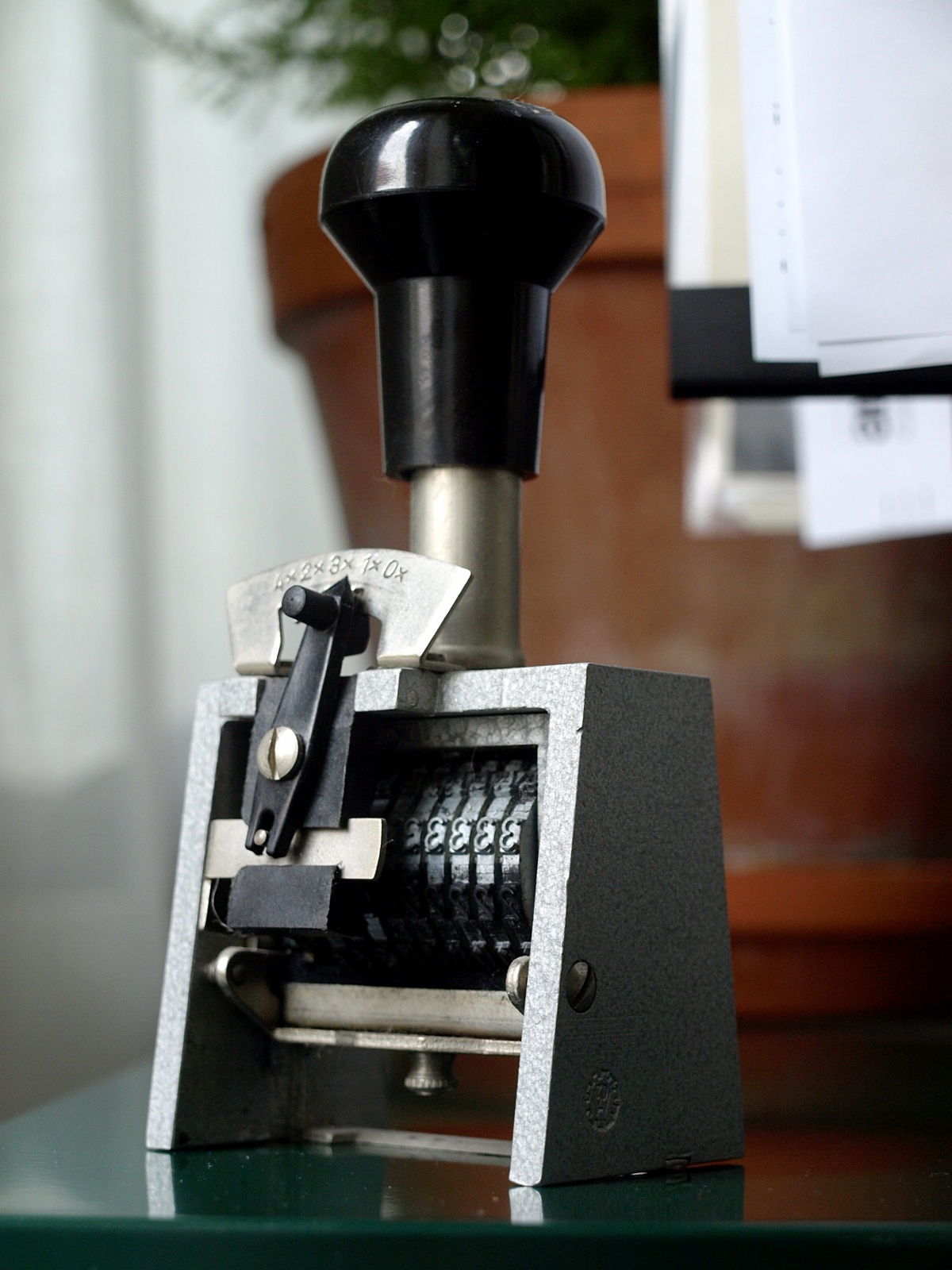
Paginierstempel aus Metall mit automatischer Weiterschaltung

Ein Paginierstempel oder Nummerierstempel (auch Numeroteur) ist ein Stempel zur Erzeugung fortlaufender Seitenzahlen (Paginierung) oder Nummerierungen (Reihenfolge). Eine innere Mechanik erhöht nach jedem Abstempelvorgang die zu stempelnde (Seiten-)Zahl für den nächsten Abstempelvorgang und drückt den Stempel wieder auf das integrierte Stempelkissen zur Farbaufnahme.

## Aufbau
Paginierstempel sind meist aus Metall und aufwändiger gestaltet als einfache Nummernstempel ohne automatische Weiterzählung. Einige Modelle unterstützen weitere Zählweisen zum mehrmaligen Wiederholen einer Nummer. Üblich sind ein-, zwei-, drei- und viermaliges Wiederholen sowie ein Abschalten des Zählmechanismus. Auch Optionen zum Auslassen führender Nullen, die Kombination mit einem Klischee und mit einem Datumsstempel sind üblich.

## Anwendung
Bei der Einlieferung von Aktenordnern in die Registratur einer Behörde werden die ausgehefteten Vorgänge zu ablieferungsfähigen Akten zusammengestellt und mithilfe eines Paginierstempels durchnummeriert. Dadurch wird zum einen verhindert, dass spätere Seitenentnahmen unentdeckt bleiben. Zum anderen können aus derart bearbeiteten Akten, die an staatliche Archive wie beispielsweise die Staatsarchive der Bundesländer abgeliefert werden müssen, Angaben zitiert werden, da auf die Seitenzahl als Quelle verwiesen werden kann.
Außerdem werden Gerichtsakten, die sich noch im Geschäftsgang befinden, mit Paginierstempeln durchnummeriert, um einer Aktenfälschung durch Entnahme von Aktenseiten vorzubeugen. Fehlende Blattnummern werden dabei durch einen Vermerk („Fehlblatt“) auf einem Zwischenblatt dokumentiert.
In der Buchhaltung sind Paginierstempel von Bedeutung, weil Betriebe nach § 238 Handelsgesetz verpflichtet sind, die Geschäftsvorfälle „in ihrer Entstehung und Abwicklung“ zu dokumentieren. Zu diesem Zweck werden Paginierstempel unterstützend eingesetzt.

## Geschichte
Der Nummerierstempel wurde Anfang der 1890er Jahre von der durch Edison Phonograph Works zu diesem Zweck gegründete Firma Bates Manufacturing Company in New Jersey erfunden und patentiert. Das erste Patent für derartige Stempel wurde Edwin G. Bates im Jahre 1892 erteilt. Im englischen Sprachraum ist die Nummerierung mit Stempel deshalb auch als Bates numbering bekannt. Europäischer Marktführer für professionelle Paginierstempel ist die 1913 gegründete Firma Reiner mit Sitz in Furtwangen im Schwarzwald, die seit 1919 Paginierstempel herstellt.